# Kakamega
Kakamega este un oraș din Kenya.